# Sarai Mulque Canum

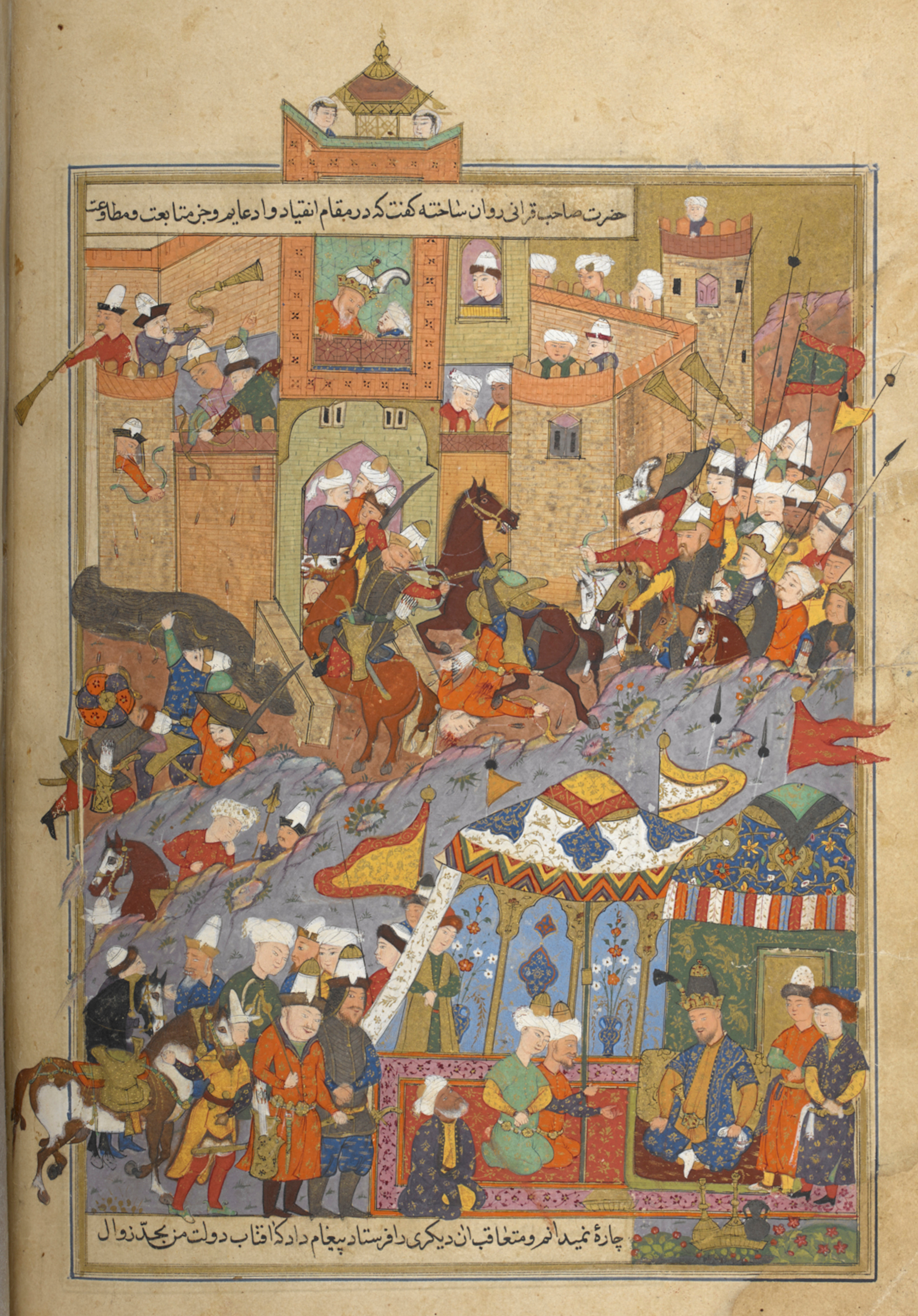
Gravura do século XVI representando Tamerlão e as suas tropas ao ataque no de 1370

Sarai Mulque Canum ou Sarai Malique Catum (Sarā-i Mulk Khānum; em usbeque: Bibixonim; c. 1341 — Samarcanda, c. 1408), mais conhecida como Bibi Canum, Bibi Hanim ou Bibi Canim, foi a imperatriz consorte do Império Timúrida, como esposa principal de Tamerlão (Timur), o fundador do Império Timúrida e da dinastia homónima. Por nascimento, era uma princesa do Mogulistão, pois era filha do último monarca do Canato de Chagatai, o cã Cazã ibne Iaçaur, e por isso uma descendente direta de Gêngis Cã, pois Cazã ibne Iaçaur era quadrineto do fundador do Império Mongol. Assim sendo, Sarai fazia parte do clã Borjiguim, o clã mais prestigiado e célebre da Eurásia. Como filha dum cã, Sarai tinha o título de Canum ("filha de cã" ou princesa).

## Casamento com Tamerlão
Sarai foi casada com  Amir Huceine de Bactro, que foi executado após ter sido derrotado por Tamerlão no  Cerco de Bactro de 1370. Tamerlão capturou o harém de Amir Huceine e casou com as suas esposas, uma das quais era Sarai, que era cinco anos mais nova que ele e tinha fama de muito bela, ao ponto de por vezes ser descrita como tendo uma beleza "insuperável".
Como filha dum cã e descendente de Gêngis Cã, Sarai teve o estatuto de esposa principal de Tamerlão, apesar de que no harém do primeiro marido a esposa principal ter sido a filha do cã Tarmachirim, que depois da morte de Huceine casou com Jalair Cã Barã. Pelo seu casamento com Sarai, Tamerlão adquiriu o título de Gurgã ("genro") de Cazã Cã, que aparece nas suas moedas e é mencionada frrquentemente nas fontes mamelucas. Este título era muito importante para Tamerlão porque o relacionava com a família dos Chuguetai (descendentes de Chagatai, o fundador do canato epónimo). Em 397, Tamerlão casou com Tucal-Canum (Tukal-Khanum), uma filha do cã mongol Quizer Coja do Mogulistão, que também, ultrapassou várias esposas devido à sua alta linhagem e tomou o segundo lugar no harém. Sarai deteve a posição de primeira consorte de Tamerlão até à sua morte.
Sabe-se pouco da relação entre Sarai e Tamerlão, além do facto de que ela era sua confidente e um dos seus conselheiros mais próximos. Porém, é evidente que tinha grande influência sobre o marido e no império. Além disso, ela é apresentada na maior parte das fontes como tendo sido a "esposa favorita" de Tamerlão. Em algumas ocasiões Sarai atuou como regente durante as ausências do marido em Samarcanda devido às suas campanhas militares a ocidente e teve grande autoridade na corte. Como consorte principal, Sarai teve também o título de "Grande Imperatriz", similar ao que teve Borte, a principal esposa de Gêngis Cã. O embaixador castelhano Ruy González de Clavijo, enviado por Henrique III de Castela à corte de Tamerlão em 1405, chamou a Sarai "A Grande Canum".
Em maio de 1394, Sarai acompanhou Tamerlão, juntamente com outras esposas deste, à Arménia e à Transcaucásia. Em setembro foram para Soltaniyeh, antiga capital do Ilcanato, na Pérsia, mas passado pouco tempo voltaram a juntar-se com Tamerlão. Na primavera de 1395, Sarai, Tucal e os filhos de Tamerlão foram enviadas para Samarcanda, onde Xaruque, que seria o sucessor de Tamerlão, seu pai, estava desde o outono de 1394. Em 1396 estavam todos em Cuzar, onde se encontraram com Tamerlão no seu regresso da sua "Campanha dos Cinco Anos". Durante a campanha na Índia, Sarai e Ulugue Begue (filho de Xaruque) só acompanharam Tamerlão até Cabul. Em agosto de 1398 Tamerlão mandou-os de volta para Samarcanda desde os arredores de Cabul.

## Descendência

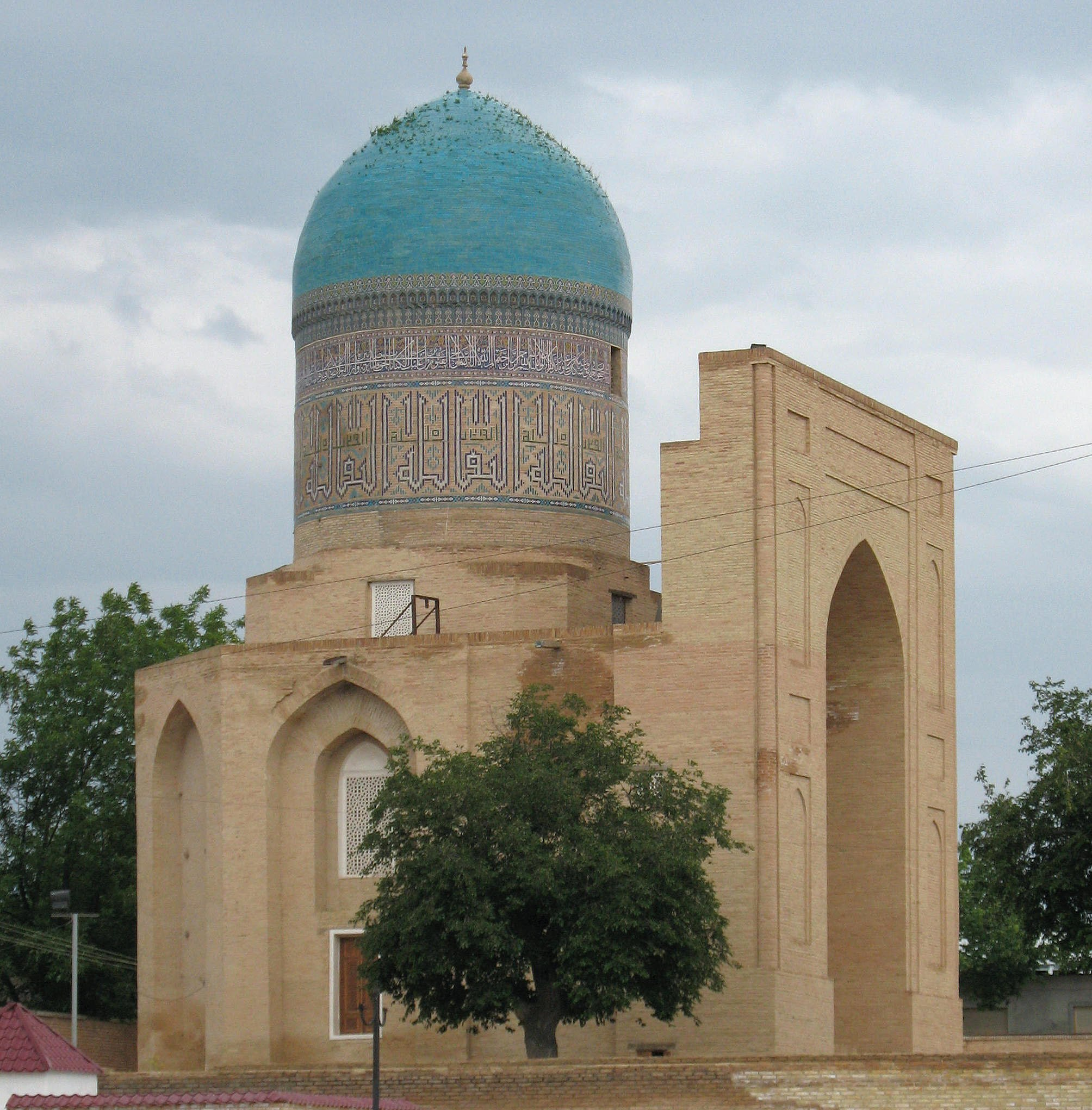
Mausoléu de Bibi Canum em Samarcanda

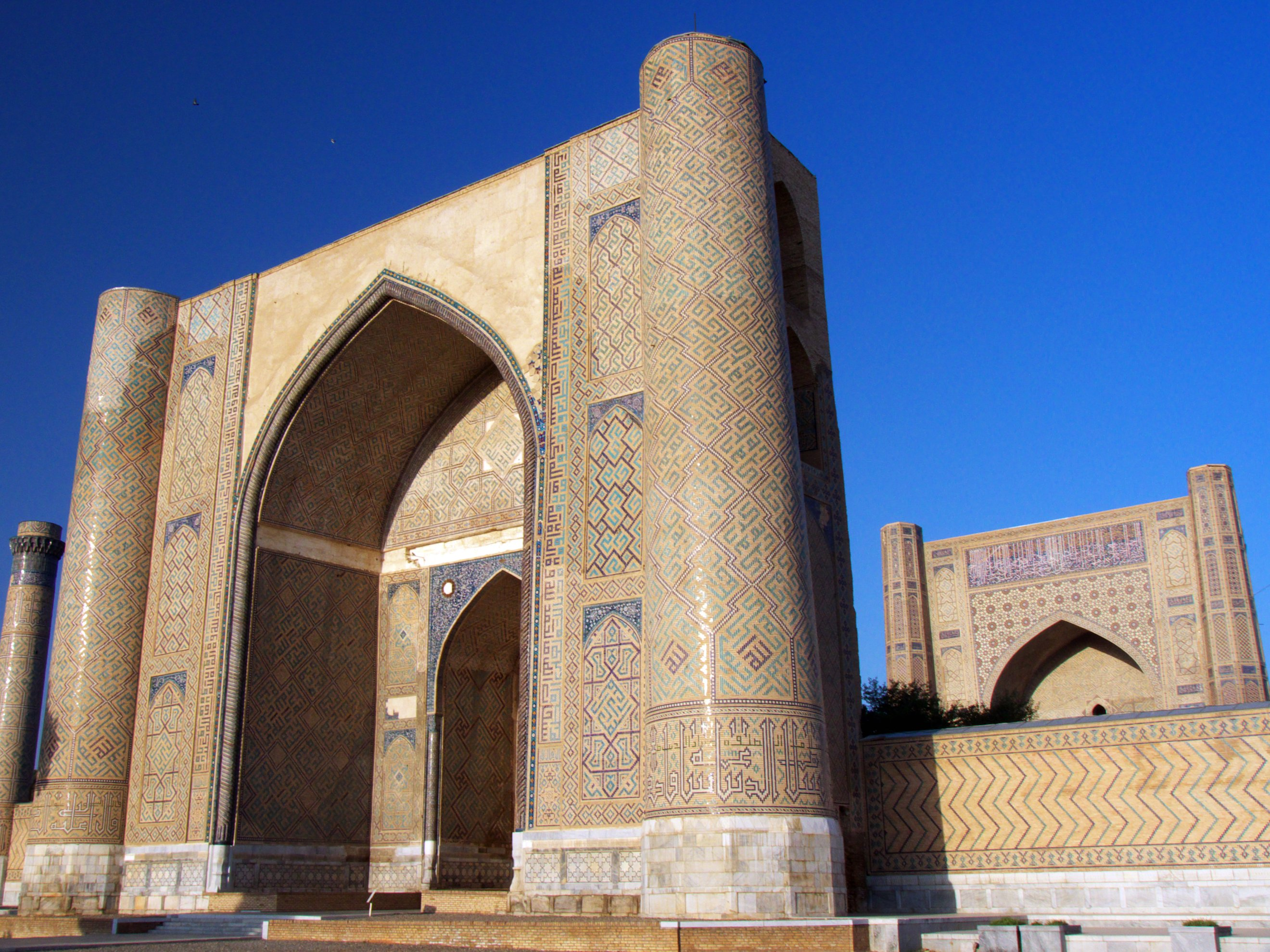
Mesquita de Bibi Canum em Samarcanda

Ao que se sabe, Sarai não teve filhos com Tamerlão, apesar de por vezes ser referida como sendo mãe do filho mais novo do seu marido, Xaruque Mirza, que aparentemente foi criado e educado por ela mas era filho duma concubina. Mesmo que tenha tido alguns filhos, nenhum deles sobreviveu, o mesmo acontecendo com a segunda esposa Tucal-Canum. Não obstante, a influência e poder na corte de ambas foi notada por visitantes estrangeiros. Foram as qualidades e linhagem das duas princesas descendentes de Gêngis Cã que lhes permitiram desenvolver tal posição dinástica prestigiosa, pois entre as consortes timúridas a maternidade não era, só por si, um meio de obter poder. Após o nascimento do filho mais velho de Xaruque, Ulugue Begue, em 1394, este foi também posto sob os cuidados de Sarai e cresceu sob a supervisão da imperatriz.

## Relatos de Clavijo sobre a imperatriz
Embora seja provável que essa não fosse a intenção de Ruy González de Clavijo, a sua descrição da entrada de "Cano" (Canum), a esposa principal de Tamerlão, no grande pavilhão é uma poderosa metáfora para muito do que ele testemunhou durante a sua estadia em Samarcanda, a capital do Império Timúrida, entre 8 de setembro e 20 de novembro de 1404. Como embaixador de Henrique III de Castela, Clavijo teve acesso generoso à vida e às cerimónias da corte imperial timúrida, sobre as quais deixou um dos relatos mais detalhados e extensos que se conhecem. "Cano", que é identificada com Sarai, foi ao pavilhão para se juntar ao marido num grande banquete, um dos vários que foram organizados no prado Khan-i-Gil (lit: "mina de argila"), situado fora da cidade de Samarcanda.
Clavijo fez uma descrição pormenorizada da procissão de Sarai até ao pavilhão e de como ia vestida. Acompanhada por quinze serviçais para carregar a sua carruagem, eunucos e um criado que segurava uma "sombra", Sarai Mulque Canum ia vestida de seda vermelha, com a face coberta por um véu branco. Tinha um penteado complexo, ornamentado com pérolas , rubis, turquesa e plumas que eram presas com fio de ouro. A sua face duplamente velada — além do véu de tecido tinha uma maquilhagem espessa — escondiam o seu verdadeiro aspeto. A face que mal se via atrás do véu estava de tal forma coberta com maquilhagem branca para a proteger do sol que parecia feita de papel. Clavijo estimou que os seus aposentos tivessem cerca de 300 serviçais.

## Mecenas da educação
Um dos edifícios mais importantes do final do século XIV em Samarcanda foi a madraça de Canum, situada em frente à grande mesquita de Tamerlão.  A madraça foi mandada construir pela imperatriz Sarai c. 1397, pois ela estava interessada em patrocinar a educação. Sarai mandou construir muitos outros edifícios, mas deles só chegaram aos nossos dias as fundações da madraça. Uma das maiores mesquitas jamais construídas, a que Tamerlão deu o nome de Sarai — a Mesquita de Bibi Canum — apesar de ser apontada como tendo sido mandada construir por Tamerlão, que sem dúvida se envolveu nas obras, também terá sido mandada construir por Sarai.